# 穆伊图斯卡蓬伊斯
穆伊图斯卡蓬伊斯是巴西南大河州的一个市镇。总面积1193.131平方公里，总人口2969人，人口密度2.5人/平方公里。